# Доходный дом князя А. Г. Гагарина
Доходный дом c магазинами князя А. Г. Гагарина — историческое доходное здание торгового назначения, расположено в Москве на улице Кузнецкий Мост. Построено в конце XIX века в две очереди по проекту архитекторов В. А. Коссова и Р. И. Клейна. В основе доходного дома находятся палаты XVIII — начала XIX веков. Здание является выявленным объектом культурного наследия.

## История
Владение известно с 1742 года, когда принадлежало И. И. Вельяминову-Зернову. В 1750-х годах оно числилось за Бобрищевыми-Пушкиными, с 1780-х годов перешло генерал-аншефу князю В. М. Долгорукову-Крымскому. После него владельцем участка на Кузнецком Мосту стал муж его дочери Г. Г. Гагарин — художник, вице-президент Археологического общества и Императорской Академии художеств. Позднее владельцем участка являлся его сын, учёный, князь А. Г. Гагарин.

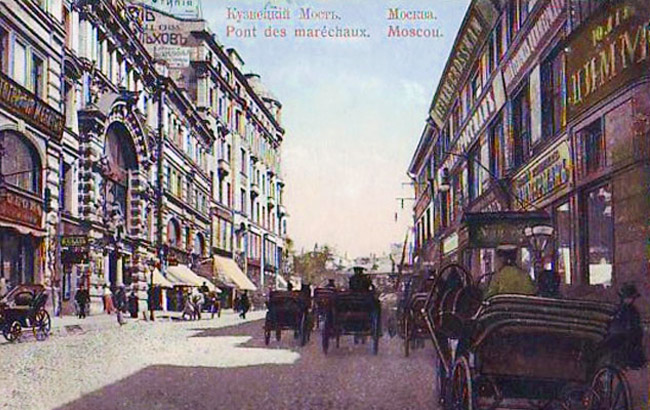
Вид в сторону Большой Лубянки, слева «Мюр и Мерилиз», 1910-е гг.

В 1830-х — 1840-х годах здесь находился книжный магазин Е. Наливкиной с читальным залом — «Кабинетом для чтения», в котором для привлечения покупателей и читателей устраивались книжные выставки. Здесь же более полувека торговал книжный магазин с библиотекой для чтения А. А. Ланга. В 1843 году в старых палатах во дворе владения, получивших в эпоху классицизма новую обработку и колонный портик, по инициативе городского головы Е. Ф. Гучкова открылся «Магазин русских изделий» с товарами русского производства, который в 1849 году объединился с магазином «Базар изделий русских фабрик». Среди арендаторов магазина были купцы П. Гучков, М. Попов, В. Сапожников. Здесь же устраивались благотворительные базары Братолюбивого общества, снабжавшего неимущих квартирами. В начале XX века здание бывшего «Магазина русских изделий» было расширено и перестроено.

Современное четырёхэтажное здание по красной линии улицы построено в две очереди (1886 и 1898 гг., архитекторы В. А. Коссов и Р. И. Клейн) и включает в себя палаты и флигели усадебного комплекса, возведённого в XVIII — первой трети XIX веков. В 1915 году здание незначительно перестраивалось по проекту архитектора В. Г. Пиотровича. Центром фасадной композиции является гигантское двухэтажное окно над входной аркой, оформленное скульптурами грифонов и жезлом Меркурия. 

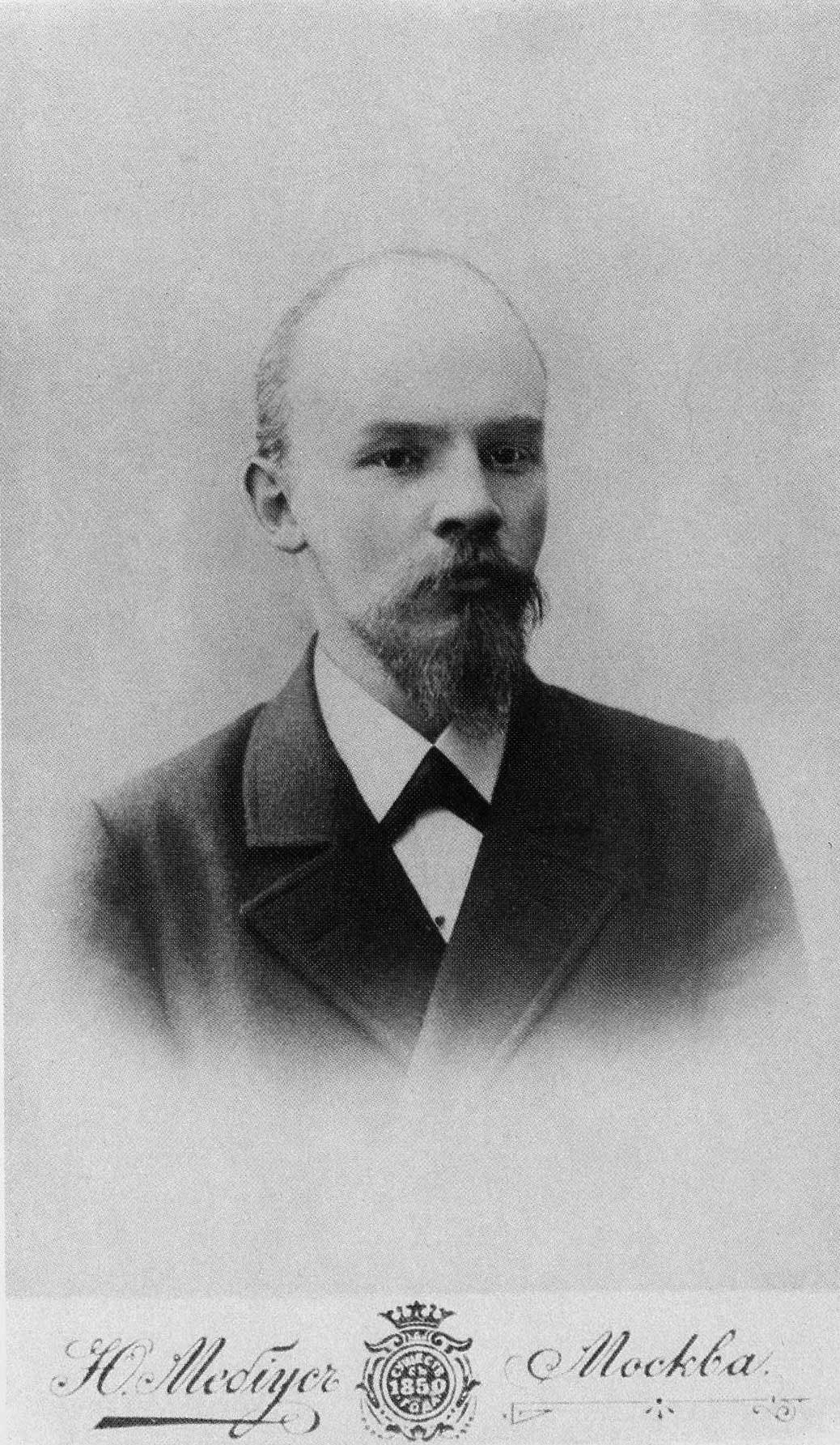
В. И. Ленин. 1900 г. Снимок сделан в фотоателье «Мебиус»

 По мнению некоторых искусствоведов, фасадная стена здания перегружена лепным декором, а скульптуры выглядят чудовищно. В 1888 году в новом здании разместился филиал универсальной торговой фирмы «Мюр и Мерилиз», частым покупателем которого был А. П. Чехов. Помещения магазина сдавались Гагариными также модным магазинам купца Менне, мадам Дабо, французского фабриканта-перчаточника Буасонада. Здесь находилось «Депо обоев» с изделиями под атлас, бархат, золото, шторами, художественными ширмами для каминов. Многие годы здесь размещался магазин А. Кони с оптическими, физическими и хирургическими приборами и инструментами. В дворовом флигеле работали ателье фотографов-художников: Тиле, Опица, Рихтера («Мебиус»), литография и типография Бахмана. В феврале 1900 года в фотоателье «Мебиус» побывал В. И. Ленин.
В 1920-х годах в здании работало издательство «Земля и фабрика» (ЗИФ), выпускавшее оригинальную беллетристику русских авторов и классиков зарубежной литературы. Издательство выпускало также журналы «30 дней», «Всемирный следопыт», «Вокруг света». В это же время в доме размещался кооперативный магазин для работников ОГПУ, жил артист эстрады В. Н. Яхонтов. Позднее на первом этаже здания работал гастроном. В настоящее время первый этаж здания занимают пассаж «Кузнецкий Мост», магазины и бутики. Здесь размещается также Московский Международный Центр содействия приватизации и предпринимательству, другие учреждения и организации. Здание отнесено к категории выявленных объектов культурного наследия.